# Oreopanax jelskii
Espèce
Statut de conservation UICN

 VU D2 : Vulnérable
Oreopanax jelskii est une espèce de plantes à fleurs de la famille des Araliaceae.

## Publication originale
- Diagnoses Plantarum Novarum 13. 1894.